# Kubangdeleg
Kubangdeleg is een bestuurslaag in het regentschap Cirebon van de provincie West-Java, Indonesië. Kubangdeleg telt 4297 inwoners (volkstelling 2010).